# Sadi Cabral
Sadi Sousa Leite Cabral (Maceió, 10 de setembro de 1906 — São Paulo, 23 de novembro de 1986) foi um ator brasileiro.

## Biografia
Sadi Cabral veio para o sul do país ainda bem jovem e em 1923, já no Rio de Janeiro, começou no teatro, trabalhando em várias comédias nas companhias teatrais de Lucília Peres e Leopoldo Fróes. Estrearia profissionalmente em 1924, na peça Secretário de Sua Excelência pela Companhia teatral da atriz Abigail Maia. Em 1936 teve a oportunidade de participar do elenco do filme Bonequinha de Seda, de Oduvaldo Vianna.
A partir daí, integrou vários elencos de revistas no teatro e entrou para o TBC em 1956 atuando ao lado de Cacilda Becker. Foi pioneiro no rádio, onde introduziu as radionovelas com base em romances e textos teatrais.
Ele nunca foi galã, mas se tornou um ator imprescindível tanto no teatro como no cinema e na TV desde seus primeiros movimentos. No cinema, depois de Bonequinha de Seda ele fez trabalhos marcantes em Inconfidência Mineira, A Escrava Isaura, O Pecado de Nina, Rio 40 graus, Mãos Sangrentas, Cinco Vezes Favela, Lampião, o Rei do Cangaço, Chuvas de Verão e Perdoa-me por Me Traíres, entre muitos outros.
Na televisão, Sadi Cabral estrearia no início dos anos 50 nos teleteatros da TV Tupi e em telenovelas apenas em 1967 em Paixão Proibida, telenovela escrita por Janete Clair para a TV Tupi, mas ganhou projeção nacional ao viver o Seu Pepê na novela Minha Doce Namorada na TV Globo na década de 1970. Seu último trabalho na televisão foi em Maçã do Amor, novela exibida pela TV Bandeirantes.
Faleceu aos 80 anos, vitimado por uma parada cardíaca.

## Filmografia

### No cinema
| Ano  | Título                              | Personagem              |
| ---- | ----------------------------------- | ----------------------- |
| 1983 | O Menino Arco-Íris                  | Trabalhador             |
| 1980 | Gaijin - Os Caminhos da Liberdade   | —                       |
| 1980 | Os Sete Gatinhos                    | Saul                    |
| 1980 | Perdoa-me por Me Traíres            | Jubileu                 |
| 1978 | Chuvas de Verão                     | Seu Abelardo            |
| 1977 | Que Estranha Forma de Amar          | Antunes                 |
| 1976 | Senhora                             | Lourenço Camargo        |
| 1976 | O Quarto da Viúva                   | —                       |
| 1975 | O Leito da Mulher Amada             | —                       |
| 1975 | As Secretárias... Que Fazem de Tudo | Jaime                   |
| 1975 | O Dia em que o Santo Pecou          | Padre                   |
| 1974 | As Mulheres Sempre Querem Mais      | Giovanni                |
| 1973 | Sagarana, o Duelo                   | Habão                   |
| 1972 | A Marcha                            | Abolicionista           |
| 1971 | Um Pistoleiro Chamado Caviúna       | Sadi                    |
| 1970 | Se Meu Dólar Falasse                | Profeta                 |
| 1970 | Balada dos Infiéis                  | Sólon de Fuentes        |
| 1970 | Cléo e Daniel                       | Cardeal                 |
| 1969 | A um Pulo da Morte                  | Dr. Jô                  |
| 1969 | Sentinelas do Espaço                | —                       |
| 1968 | Enquanto Houver uma Esperança       | —                       |
| 1968 | O Matador                           | Coronel Assassino       |
| 1967 | Cangaceiros de Lampião              | pai de Mariana          |
| 1966 | Paraíba, Vida e Morte de um Bandido | Juca                    |
| 1965 | 22-2000 Cidade Aberta               | —                       |
| 1964 | Seara Vermelha                      | Jerônimo                |
| 1964 | Un sueño y nada más                 | —                       |
| 1964 | Lampião, O Rei do Cangaço           | —                       |
| 1963 | Le tout pour le tout, Le            | —                       |
| 1962 | Sócio de Alcova                     | —                       |
| 1962 | Cinco Vezes Favela                  | Encarregado da pedreira |
| 1962 | Tercer Mundo                        | Agitador esquerdista    |
| 1960 | Bahia de Todos os Santos            | Diretor do reformatório |
| 1956 | O Diamante                          | —                       |
| 1955 | Leonora dos Sete Mares              | —                       |
| 1955 | Mãos Sangrentas                     | Senador                 |
| 1955 | Rio 40 Graus                        | Velho no Pão de Açúcar  |
| 1954 | A Outra Face do Homem               | —                       |
| 1952 | A Carne                             | —                       |
| 1951 | Sinfonia Amazônica                  | —                       |
| 1951 | Pecado de Nina                      | Padre Antônio           |
| 1950 | Cascalho                            | —                       |
| 1949 | A Escrava Isaura                    | Belchior                |
| 1949 | Inocência                           | Cesário                 |
| 1949 | Caminhos do Sul                     | —                       |
| 1948 | Terra Violenta                      | —                       |
| 1948 | Inconfidência Mineira               | —                       |
| 1941 | O Dia é Nosso                       | Vendedor de bilhete     |
| 1941 | 24 Horas de Sonho                   | Gerente do hotel        |
| 1940 | Pureza                              | Cego Ladislau           |
| 1936 | Bonequinha de Seda                  | —                       |
| 1936 | Noites Cariocas                     | —                       |

### Na televisão
| Ano       | Título                       | Personagem         |
| --------- | ---------------------------- | ------------------ |
| 1983      | Maçã do Amor                 | Seu Oliveira       |
| 1981      | O Resto É Silêncio           | —                  |
| 1981      | Partidas Dobradas            | —                  |
| 1981      | O Fiel e a Pedra             | —                  |
| 1980      | Um Homem Muito Especial      | Bispo              |
| 1978      | Roda de Fogo                 | dr. Gaspar         |
| 1976      | Duas Vidas                   | Menelau Pallas     |
| 1976      | Os Apóstolos de Judas        | Tomé               |
| 1975      | O Velho, o Menino e o Burro  | Velho Gui          |
| 1973      | As Divinas... e Maravilhosas | Pascoal            |
| 1972      | Jerônimo, o Herói do Sertão  | Doutor Epitácio    |
| 1972      | O Primeiro Amor              | Quim               |
| 1971      | Minha Doce Namorada          | Seu Pepê           |
| 1970      | Mais Forte que o Ódio        | Durval             |
| 1969      | Sangue do Meu Sangue         | Machado            |
| 1968      | Legião dos Esquecidos        | Simão              |
| 1967      | Águias de Fogo               | —                  |
| 1967      | Os Miseráveis                | Monsenhor          |
| 1967      | Paixão Proibida              | Santos             |
| 1965      | Comédia Carioca              | —                  |
| 1961      | Adeus às Armas               | —                  |
| 1957-1959 | Grande Teatro Tupi           | Vários personagens |

## Teatro[7]
- 1981 - O homem do princípio ao fim
- 1980 - Passageiros da Estrela
- 1979 - Sinal de Vida
- 1978 - Em Algum Lugar Fora Desse Mundo
- 1978 - Don'Ana e a Magia do Teatro
- 1977 - O Diário de Anne Frank
- 1975 - Salva
- 1975 - Viva o Cordão Encarnado
- 1974 - Lulu
- 1972 - Tango
- 1970 - Oh! Que Belos Dias
- 1969 - A Viúva Recauchutada
- 1969 - O Inimigo do Povo
- 1968 - Este Ovo É um Galo
- 1966 - A Alma Boa de Set-Suan
- 1966 - Julio César
- 1965 - Cala a Boca Etelvina
- 1965 - O Auto das Almas
- 1965 - Vestido de Noiva
- 1965 - Santa Joana
- 1964 - Caiu 1º de Abril
- 1962 - Todo Anjo É Terrível
- 1961 - Círculo Vicioso
- 1961 - Lisbela e o Prisioneiro
- 1960 - Mirandolina
- 1960 - Geração em Revolta
- 1959 - Desejo
- 1959 - Gimba
- 1958 - A Lição
- 1958 - Madame Cri-Cri
- 1958 - Moral em Concordata
- 1958 - A Alma Boa de Set-Suan
- 1958 - A Mulher do Outro
- 1957 - A Cantora Careca
- 1957 - Paris 1900 - Casal de Velhos
- 1957 - Paris 1900 - A Falecida Senhora sua Mãe
- 1957 - Só o Faraó Tem Alma
- 1957 - Juno e o Pavão
- 1957 - Enquanto Eles Forem Felizes
- 1957 - As Provas de Amor
- 1956 - Gata em Teto de Zinco Quente
- 1956 - Manouche
- 1956 - Eurídice
- 1956 - Papai Fanfarrão
- 1955 - Tv Para Crer
- 1955 - Senhorita Barba Azul
- 1955 - O Mambembe
- 1954 - Uma Certa Viúva
- 1952 - Loucuras do Imperador
- 1952 - A História do Soldado
- 1952 - Está Lá Fora um Inspetor
- 1949 - O Carteiro do Rei
- 1948 - A Família e a Festa na Roça
- 1948 - Tereza Raquin
- 1948 - Estrada do Tabaco
- 1948 - Vestir os Nus
- 1947 - Elizabeth da Inglaterra
- 1945 - O Barbeiro de Sevilha
- 1945 - A Carreira de Zuzú
- 1945 - O Imperador Jones
- 1944 - Auto da Feira e Comédia de Rubena
- 1944 - Santa Joana
- 1944 - César e Cleopatra
- 1942 - Trio em Lá Menor
- 1942 - A Grã Duquesa e o Garçom
- 1942 - Monólogo do Vaqueiro
- 1942 - Auto de Mofina
- 1942 - Como Quiseres
- 1942 - Na Pele do Lobo
- 1941 - Diana, Eu Te Amo
- 1941 - Coração
- 1941 - Alguns Abaixo de Zero
- 1941 - Trio em Lá Menor
- 1941 - Garçon
- 1941 - Patinho de Ouro
- 1941 - Prometo Ser Infiel
- 1941 - Os Independentes
- 1940 - Caxias
- 1939 - Carlota Joaquina
- 1939 - Guerras de alecrim e da manjerona
- 1938 - Iáiá Boneca
- 1924 - Manhãs de Sol
- 1924 - Secretário de Sua Excelência

## Prêmios
| Ano  | Prêmio               | Indicação                                  | Trabalho  | Resultado | Ref.  |
| ---- | -------------------- | ------------------------------------------ | --------- | --------- | ----- |
| 1956 | Prêmio Saci          | Melhor Ator                                | Eurídice  | Venceu    | [ 2 ] |
| 1967 | Festival de Brasília | Troféu Candango de Melhor Ator Coadjuvante | O Matador | Venceu    |       |